# Латин Сильвий
Латин Сильвий (лат. Latinus Silvius) — мифический царь Альба-Лонги. По одной из версий, эпоним города Лавиний. С ним связывалось основание восемнадцати латинских городов и самого Латинского союза. Образ Латина Сильвия связан с латинскими лесными царями-жрецами.

## Биография
Согласно преданию, Альба-Лонга была основана Асканием как колония Лавиния. Город был столицей Латинского союза и важным религиозным центром. Альбой-Лонгой правили цари из рода Сильвиев, потомки брата или сына Аскания. Из этой династии, по материнской линии, происходили близнецы Ромул и Рем — основатели Рима. Французский историк XVIII века Луи де Бофор первым высказал мнение об искусственности царского списка. Эта гипотеза была поддержана последующими учёными и остаётся общепризнанной. Считается, что список служил для заполнения трёхсотлетней лакуны между падением Трои и основанием Рима. Археологические открытия XX века позволяют судить, что список был сформирован Квинтом Фабием Пиктором или кем-то из его предшественников. По мнению антиковеда Александра Грандаззи, первоначальный список был создан в середине IV века до н. э.
Латин Сильвий в римской мифологии был потомком Энея и четвёртым царём Альба-Лонги. Он наследовал своему отцу Энею Сильвию. Преемником Латина стал его сын Альба Сильвий. Был назван в честь своего предка — царя аборигинов Латина. Согласно Дионисию Галикарнасскому, Латин Сильвий правил в течение 51 года, что является самым длинным правлением среди альбанских царей. Антиковед Роланд Ларош считал это число искусственным. Исходя из срока правления его приемника — 39 год, их общее время правления длилось 90 лет, что составляет ровно три поколения по тридцать лет. По мнению исследователя, данный срок правления нарушает симметрии в длине правлений, согласно которой два правителя суммарно правят 60 лет. Более предпочтительно число 21. Однако Роланд Ларош отмечал, что альтернативные сроки правления Латина Сильвия из источников неизвестны.
Древнегреческий историк Диодор Сицилийский называл Латина Сильвия успешным правителем как во внутренних делах, так и на войне. Ему удалось опустошить соседние земли и основать там восемнадцать городов-колоний получивших название «городов латинов»: Тибур, Пренесте, Габии, Тускул, Кора, Пометия, Ланувий, Лабики, Скаптия, Сатрик, Арикия, Теллены, Крустумерий, Ценина, Фрегеллы, Камерия, Медуллия и Боил. Римский историк Тит Ливий называет данные города «Старыми латинами» (лат. Prisci Latini). В позднеантичной компиляции Origo gentis Romanae, со ссылкой на Анналы понтификов, поимённо перечисляются только десять городов, причём там присутствует не упоминаемый Диодором Бовилле. Исследователь Бернадетт Лиу-Жиль считала Латина Сильвия основателем не только городов, но и самого Латинского союза. Также она предположила, что царь был мифической моделью для латинских лесных царей-жрецов, одним из которых был Rex Nemorensis, указывая на значение его имени — «латинский царь леса».
Латин Сильвий упоминается в большинстве вариантах альбанского царского списка. Из пятнадцати проанализированных работ Конрадом Трибером, царя пропустил только византийский историк Георгий Синкелл, заменив его на С. Ю[лия].
Роланд Ларош считал Латина Сильвия и Альбу Сильвия эпонимами Лавиния и Альба-Лонги соответственно. А то что Альба Сильвий наследует Латину Сильвию — отражением сказания о переносе столицы Латинского союза из Лавиния в Альбу-Лонгу. Робин Хард считал Латина Сильвия наряду с Энеем Сильвием и Ромулом Сильвием «тенями» своих более известных тёзок.

### Комментарий
1. ↑  В переводе на русский О. П. Цыбенко города были завоёваны, а не основаны.